# Geografía de Ecuador
El territorio de la República del Ecuador se encuentra situado en la parte noroeste de América del Sur. Ecuador limita al norte con Colombia, al sur y al este con Perú y al oeste con el océano Pacífico. El país tiene una extensión de 256 370 km² según su propio gobierno. Además del territorio continental, Ecuador está formada por el archipiélago de Colón, aparte de otras cercanas al continente, como Puná, Santay, y la Isla de la Plata.
Ecuador se encuentra sobre la línea ecuatorial terrestre por lo cual su territorio se encuentra en ambos hemisferios. Comprende dos espacios distantes entre sí: el territorio continental al noroeste de América del Sur con algunas islas adyacentes a la costa y, el archipiélago de Galápagos (región Insular), que se encuentra ~1000 km de la costa o litoral ecuatoriano en el Océano Pacífico. El país se encuentra atravesado de norte a sur por la cordillera de los Andes, en las estribaciones occidentales de la cordillera se encuentran las tierras bajas que limitan con el Océano Pacífico, al oriente de la cordillera se extienden también las tierras bajas que forman parte de la llanura amazónica. Los Andes ecuatorianos se encuentran divididos en dos cordilleras, la Occidental y la Oriental o Real, ambas superan los 5000 m s. n. m.; estas se encuentran unidas por nudos transversales que delimitan valles interandinos. En la Alta Amazonía existen ramales de los Andes como las cordilleras de Napo-Galeras, Cutucú y Cóndor.

## Límites Territoriales
Limita al norte con Colombia, al sur y al este con Perú, al oeste con el Océano Pacífico y por medio del mar territorial de las Islas Galápagos con Costa Rica.

## Geografía física

### Localización

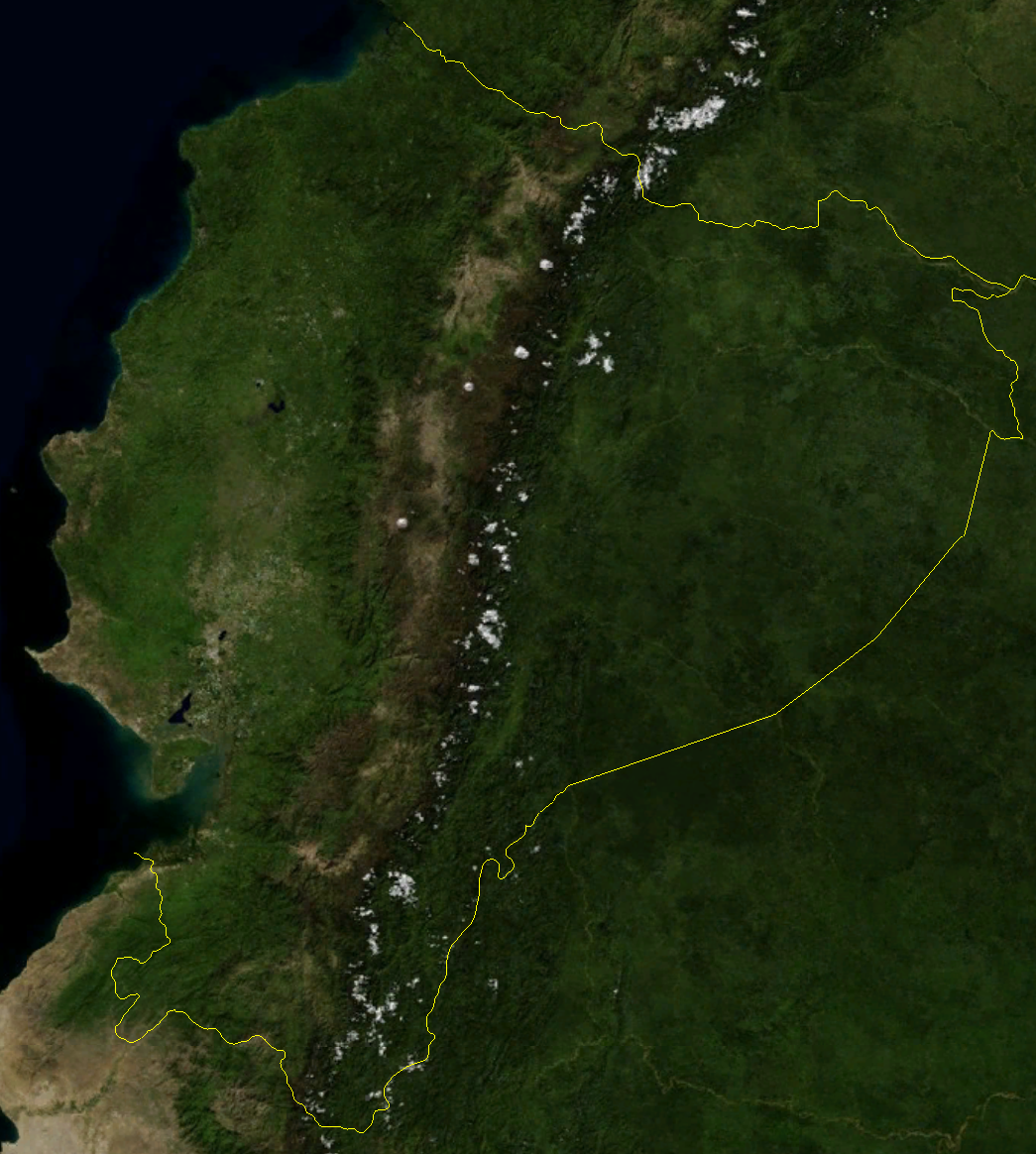
Imagen satelital de la NASA

Ecuador se ubica entre dos hemisferios aparte de ser atravesado por la línea ecuatorial o paralelo, 0° de forma latitudinal; gran parte del territorio se encuentra en latitud sur. El territorio nacional se ubica de manera longitudinal al oeste del meridiano de Greenwich, por lo tanto tiene una longitud occidental. El territorio continental abarca el noreste de Suramérica y  territorio insular (archipiélago de Colón)  está ubicado al oeste del territorio continental, aproximadamente a 1000 km.

### Puntos extremos
Territorio Continental
- Al norte, desembocadura del río Mataje (01º 21' 10.50)
- Al sur, la confluencia del río San Francisco y el río Chinchipe (5° 00' 56)
- Al este, la confluencia del río Napo y el río Aguarico (75° 11' 49)
- Al oeste, isla de La Plata (81° 04' W)

Territorio Insular
- Latitud: desde  isla Charles Darwin (1° 39' N), hasta la isla Española (1° 26' S).
- Longitud: desde isla San Cristóbal (89° 15' W), hasta isla Charles Darwin (92° 01'W)

### Geología y Geomorfología

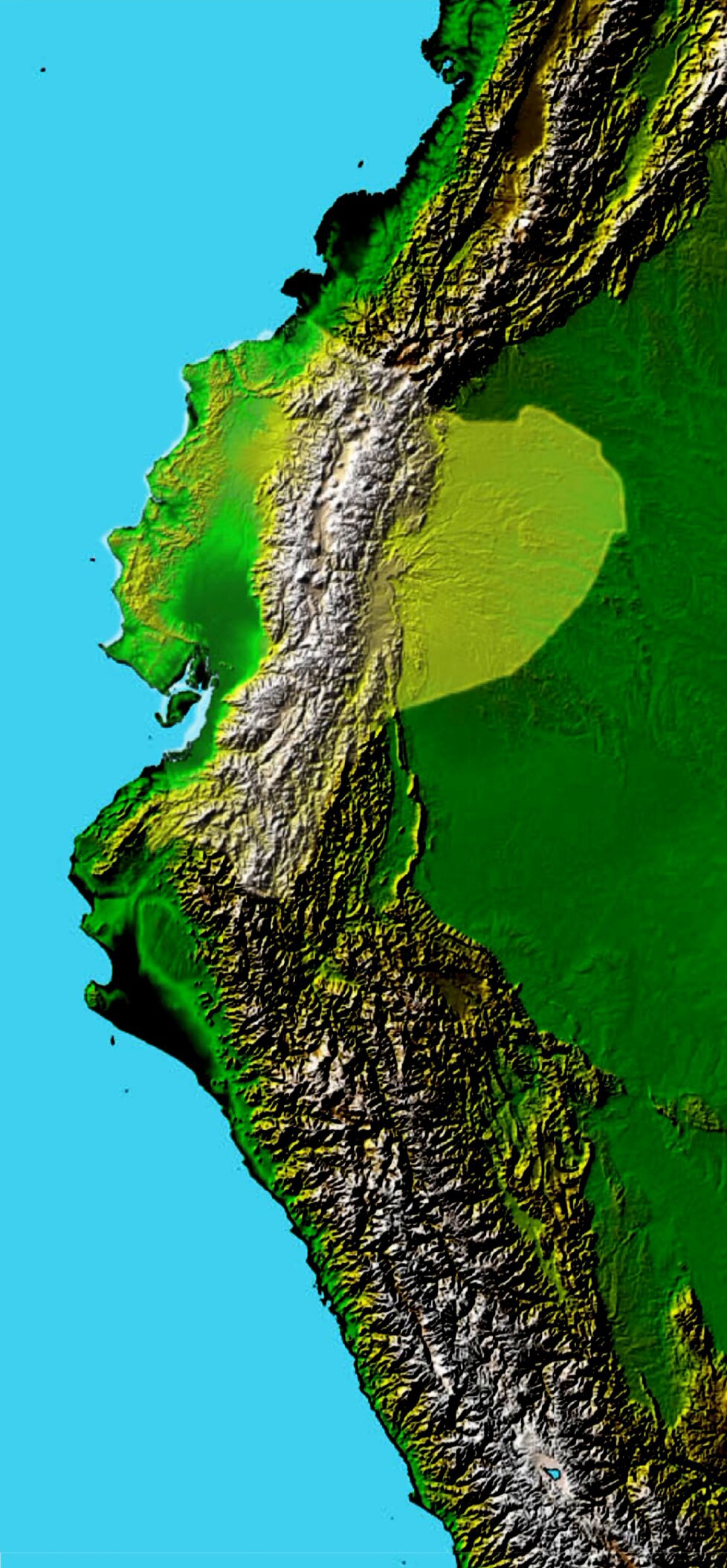
Vista de la Cordillera de los Andes.

La Cordillera de los Andes se constituye por una doble cadena montañosa que presenta grandes ramificaciones hacia los flancos exteriores (occidentales y orientales) dividiendo al territorio continental en tres regiones: Costa, Sierra y Oriente. Además del área continental, se integra al país; la región insular conformada por islas emergentes del Océano Pacífico por las erupciones volcánicas submarinas.
Se caracteriza por variedad de relieve ya sean producto de procesos tectónicos (endógenos) y de condiciones morfoclimáticas, volcanismo (exógenos), entre otros.
Las cordilleras se convierten en barreras montañosas conformadas por un armazón de rocas antiguas, sedimentos volcánicos (cordillera Oriental) y metamórficas (cordillera Oriental), a su vez dentro de las cordilleras se extienden depresiones y fosas tectónicas que han sido rellenadas por sedimentos detríticos y volcánicos. La vertiente oriental de los Andes específicamente al pie de monte se extiende y el Levantamiento Napo, al norte, y cordilleras del Cutucú y del Cóndor, al sur, todas estas son zonas subandinas. En la región costanera se extiende una cordillera que se arquea que va desde Guayaquil y sigue hasta el noroeste y norte.
Debido a las transgresiones y regresiones marinas en la Costa y Amazonía se han depositado grandes estratos rocosos sedimentarios que por actividad tectónica y la erosión, formaron relieves tabulares, sinclinales, anticlinales y pilares tectónicos. Las playas, salitrales, tablazos, manglares, cordones litorales del borde costero se encuentran depósitos marinos recientes. Las llanuras que se sitúan en la Amazónia (parte norte de la región) y zona litoral (parte central este) , son de importancia agrícola.

#### Regiones Geográficas

##### Costa o Litoral

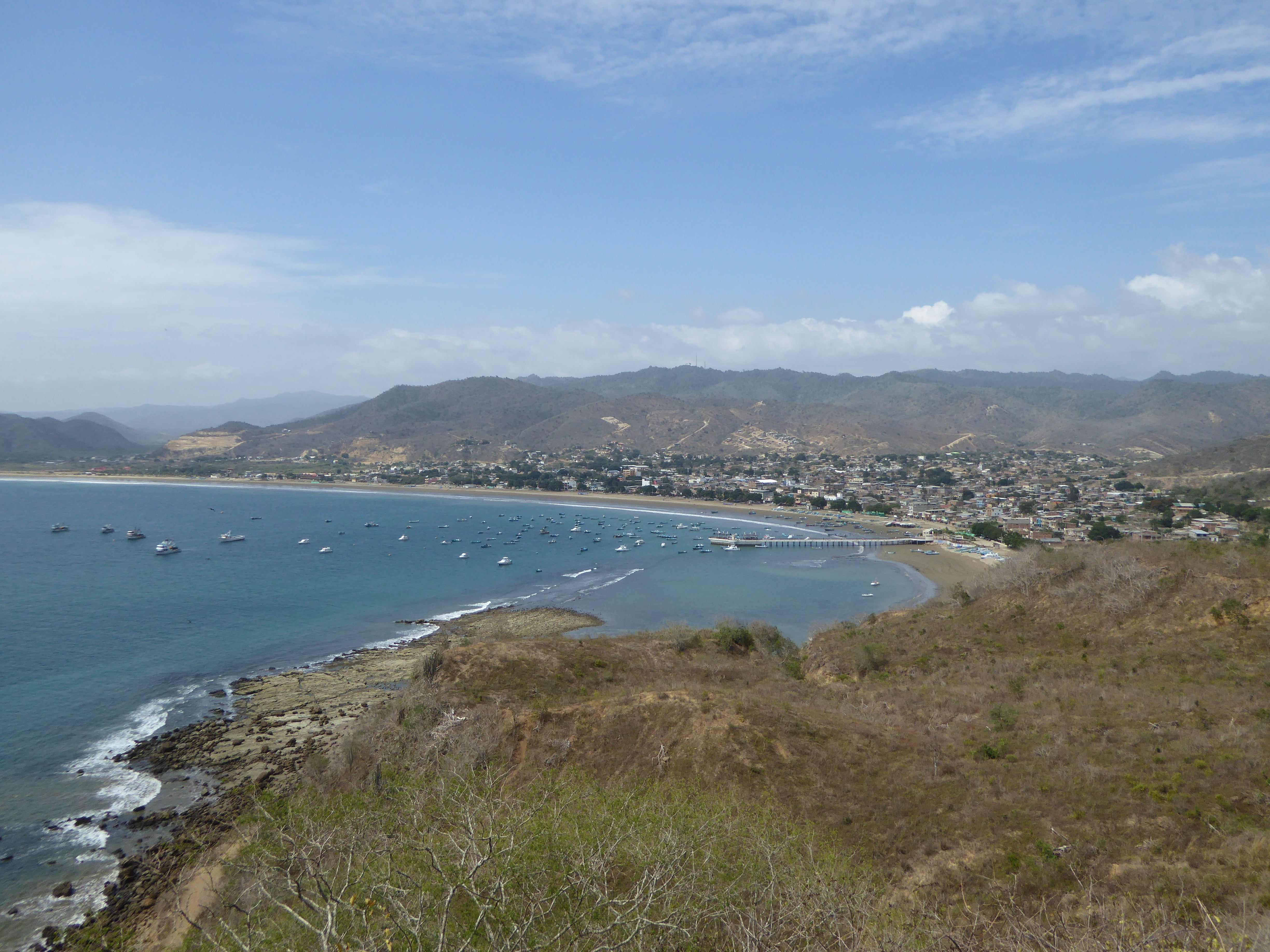
La región Costa del país está conformada por relieves colinados y llanuras.

Se extiende desde el perfil costanero hasta la vertiente occidental de la Cordillera de los Andes aproximadamente 1 200 m de altitud. Tiene una extensión aproximada de 670 km de largo y 150 km de ancho; su mayor anchura abarca la franja latitudinal Guayaquil- Portoviejo y en el sur de Guayaquil la zona se estrecha.
Al Este, una zona de piedemonte se caracteriza por relieves homogéneos, posteriormente la zona baja de 30 a 80 km de ancho, se localiza en el Centro- Este y al sur de la región se extiende una llanura de relieve plano a superficies levemente onduladas, al sur de Babahoyo se alarga una llanura aluvial baja, con altitudes inferiores a 20 m.
La región se conforma de cordilleras costeras que no superan los 800 m de altura, estas son: Chongón- Colonche, Mache Chindul, Jama, Balzar, Cojimíes y Convento.

##### Andes, Sierra o Interandina
Formada por dos cordilleras: la Occidental y la Oriental dispuestas en dirección meridiana, con vertientes exteriores escarpados. Desde la frontera con Colombia (Nudo de los Pastos) hasta Alausí (depresión de Paute - Girón) se ubican volcanes de dinamismo explosivo. En la sección austral de la cordillera, las dos secciones de la cordillera no se diferencian debido a que el relieve no superan los 4000 m de altura, es decir, presentan un relieve de planicies altas con superficies onduladas.
Esta barrera geográfica se encuentra compuesta por tres tramos sucesivos, en donde sus direcciones cambian ligeramente; el primer tramo se describe en el norte del país cerca con la frontera con Colombia y la línea equinoccional, la cordillera sigue una orientación dominante SSO-NNE y SO-NE en su extremo norte y se prolonga con esta dirección hacia Colombia; el siguiente tramo, el centro entre el paralelo 2°30'S y la línea equinoccial, la cordillera presenta una dirección casi perfectamente meridiana, en esta sección los Andes tienen su más pequeño desarrollo lateral; en la parte sur del paralelo 2°30'S, los ejes del relieve presentan una dirección neta SSO-NNE, paralela al trazado de la línea costera, y siguen de la misma forma en el extremo norte de los Andes peruanos.
Andes septentrionales

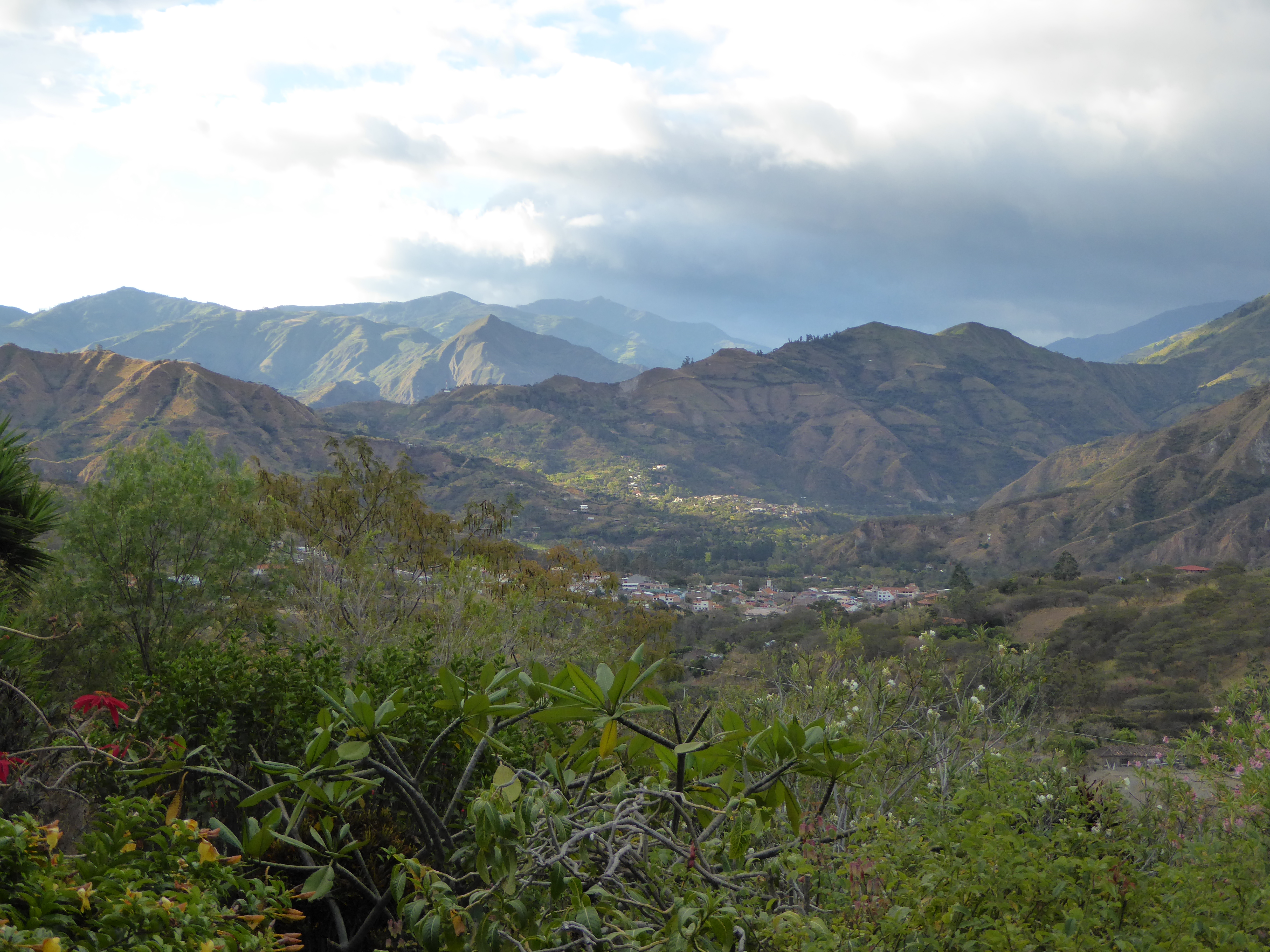
Serranías en los Andes australes ecuatoriano.

Va desde la frontera con Colombia hasta Palmira- Alausí, la cordillera presenta aspectos descritos por Humboldt como la Avenida de los volcánes, presenta flancos externos muy empinados que dominan las regiones costaneras y amazónicas con desniveles de 3000 metros sobre el nivel del mar aproximadamente y con elevaciones que varían en altitud que van desde los 4000 m a los 4500 m en ambas cordilleras meridianas al centro e incurvadas hacia el este en el extremo norte; los relieves en esta zona es vigorosa que se encuentran marcados por la última glaciación en el Cuaternario en las cimas y atenuados por depósitos sucesivos de productos volcánicos. La cordillera Occidental y Oriental están separadas mediante una depresión intramontano, el valle o callejón interandino, con una anchura de menos de 40 km, el graben se prolonga hasta Loja y El Oro. La actividad sísmica es más frecuente en la cordillera Real que la Occidental, existe actividad tectónica cuaternaria en el valle interandino y en la cordillera Real.
Andes centrales
Hace referencia a la zona que va desde Riobamba hacia el sur, no presenta edificios volcánicos en las dos vertientes así como en la depresión central (Palmira- Alausí ), presenta características similares al altiplano, este relieve surge de basamientos constituidos de grandes derramamientos volcánicos. en esta zona los Andes se extienden hasta los 40 km al oeste de Cuenca, su altitud baja progresivamente hacia el sur, al oeste de Zaruma culminan a 3800 m. Las depresiones interandinas pierden nitidez hacia el norte, a excepción de las cuencas sedimentarias de Cuenca y Cañar, valles más ensanchados, que se escalonan entre Santa Isabel (1600 m) y Saraguro (2500 m).
Andes meridionales
Va desde el paralelo de Zaruma- Saraguro hasta la frontera con el Perú, la cordillera Real se prolonga aunque  de forma fragmentada, hasta Amaluza, en donde culmina a 3900 metros, se caracteriza por relieves bajos generalmente hacia el SSO. Los puntos más altos no superan los 2500 metros, no presentan huellas de glaciación. Presenta asociación de grandes lomos alargados superiores, asociados con valles transversales ensanchados y con trazados ortogonales, los de los ríos Catamayo o Puyango, que drenan en pequeñas cuencas deprimidas y aisladas.

##### Oriental o Amazónica

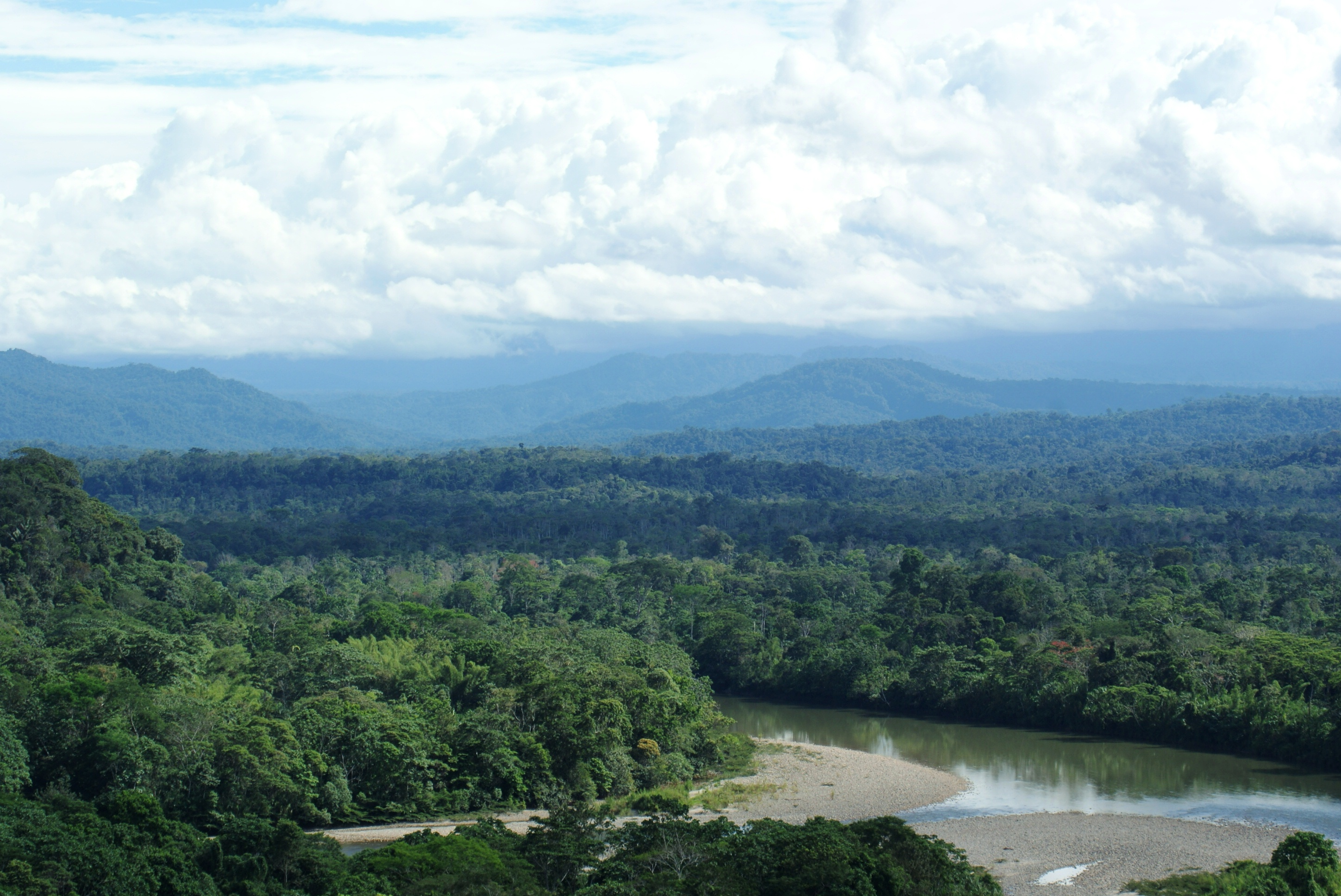
El relieve general de la región amazonía ecuatoriana consiste en llanuras y penillanuras.

Se extiende desde la vertiente oriental de la Cordillera de los Andes. Se divide en alta Amazonía, entre alturas de 500 y 1500 m  y debajo de los 300 m hasta el Este, límite con Perú se extiende la llanura amazónica, constituido por colinas pequeñas de 50 m de altura aproximadamente.

##### Insular o Galápagos
Las islas Galápagos (también islas de los Galápagos y oficialmente archipiélago de Colón) constituyen un archipiélago en el océano Pacífico. Localizadas en la unión de la cordillera Carnegie con la cordillera Cocos, el cual constituyen la plataforma de Galápagos. Está conformada por 13 grandes islas volcánicas, 6 islas más pequeñas y 107 rocas e islotes, distribuidas alrededor de la línea del ecuador terrestre. Las islas están constituidas por volcanes que emergen del  mar con laderas suaves, calderas que culminan a 1600 m aproximadamente. Todo el archipiélago tiene una extensión total de 8010 km².

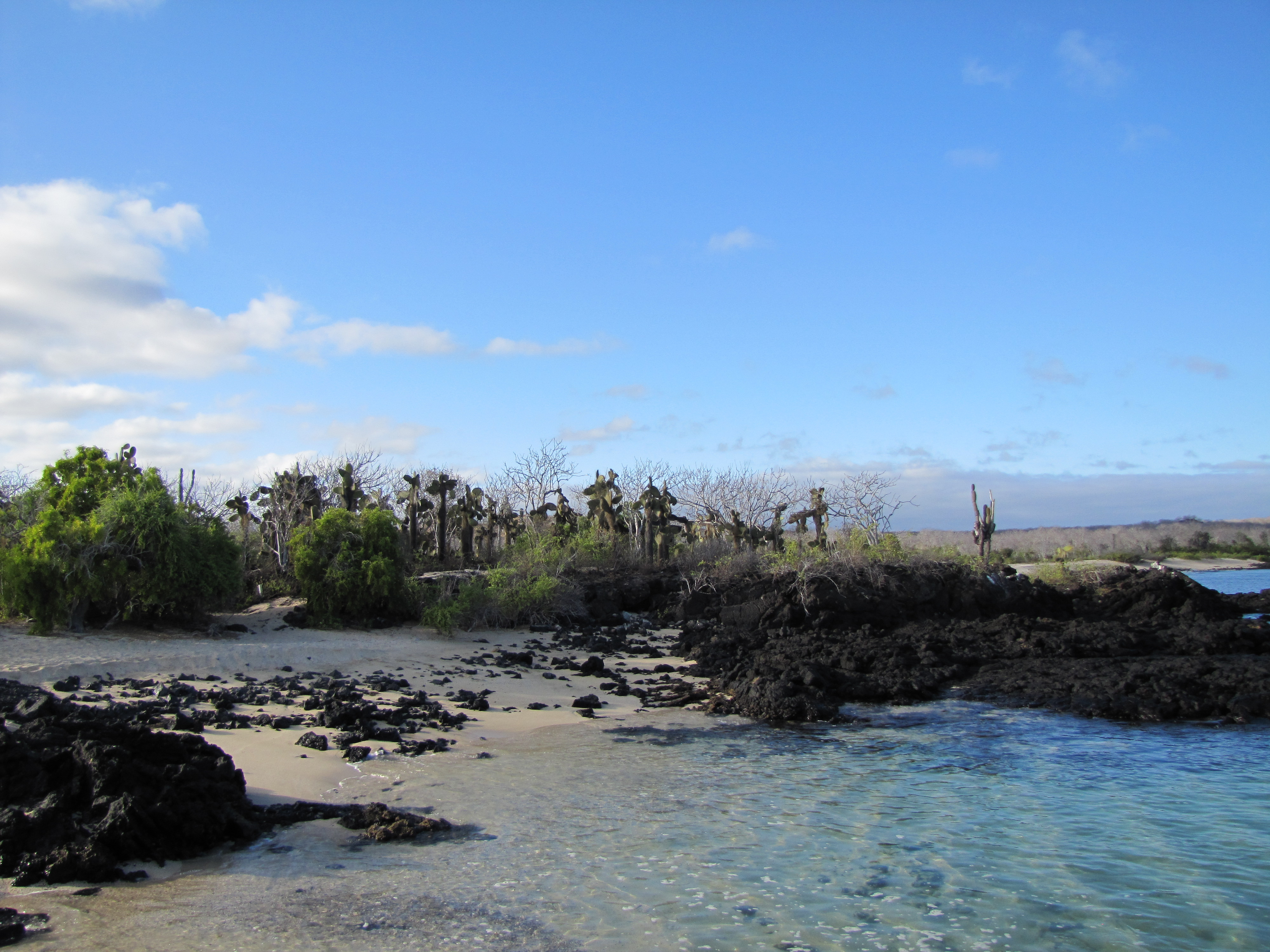
Isla Santa Cruz

Se estima que la formación de la primera isla tuvo lugar hace más de 5 millones de años, como resultado de la actividad tectónica. Las islas más recientes, llamadas Isabela y Fernandina, están todavía en proceso de formación, habiéndose registrado la erupción volcánica más reciente en 2009.

### Vulcanismo
La parte norte del país está culminada por una avenida de grandes edificios volcánicos, cuyos materiales piroclásticos se extienden y cubren la parte centro norte del país; con respecto al vulcanismo de las islas Galápagos, esta es de tipo Hawaiano y exhiben enormes calderas con conos en forma de escudos.
El frente volcánico de la cordillera occidental, presenta grandes edificios volcánicos que presentan variables edades, pero que no superan los 1.3 millones de años, el Guagua Pichincha es el único centro volcánico dentro de la cordillera occidental que ha tenido erupciones en tiempos históricos es decir, desde 1532, pero cabe mencionar que estudios indican que el Quilotoa, Ninahuilca, Pululahua y Cuicocha han registrado erupciones en el transcurso de los últimos 3000 años, por lo cual son considerados como "potencialmente activos".
Muchos de los volcanes de la cordillera occidental son morfogeológicamente complejos debido a que están formados por edificios antiguos o andesíticos y uno reciente o dactítico, esto se explica ya su formación comenzó durante la época del Pleistoceno, caracterizados por las formaciones de grandes estratovolcanes de 15 a 20 km de diámetro que emitían magmas andesíticos, ejemplos de ellos describe al Cotacachi, Casitahua, Rucu Pichincha, Iliniza; al final de la época pleistocénica y durante el Holoceno la actividad en el frente volcánico se caracterizó por erupciones magmáticas dacíticos, las cuales eran explosivas, en evidencia se destaca los volcánes Cuicocha, Pululahua,Guagua Pichincha, Ninahuilca o Quilotoa.
Dichos volcanes se encuentran en el eje volcánico del valle interandino de los Andes del Ecuador, se distribuyen desde la frontera con Colombia al norte hasta la zona de Riobamba en el Sur, presentan un ancho de aproximadamente de 10 a 20 km con elevaciones que van desde los 3800 a 4700 metros; se caracterizan por ser edificios altamente erosionados y extintos a excepción del volcán Imbabura el cual presenta signos de actividad eruptiva en el Holoceno, cabe mencionar que el complejo volcánico Mojanda-Fuya- Fuya, se han encontrado depósitos de erupciones durante el periodo del Pleistoceno tardío. Los volcanes más septentrionales del callejón interandino son los cerros Iguán y Chaquilulo, en la sección sur la cual el callejón toma dirección de norte a sur se localizan los volcanes Mojanda- Fuya Fuya, Cusín, Imbabura y Cubilche, más al sur, en específico al sureste de la ciudad de Quito se localizan en forma longitudinal estratovolcanes como Ilaló, Pasochoa y Rumiñahui. Dentro del valle en el norte de Ambato se localiza el estratovolcán Sagoatoa y su cono de Unamuncho, por otra parte los edificios de Igualata, Mulmul, Calpi y Llimpi se distribuyen adyacentes a la ciudad de Riobamba, así como edificios de escoria de Tulabug y Aulabug; las erupciones más antiguas de estos volcanes datan de la época del Pleistoceno.
En la cordillera Real se encuentran edificios volcánicos distribuidos en forma aleatoria formando una tercera fila de volcanes que perteneciente al Arco Ecuatoriano, la franja mide unos 350 km con una anchura de 30 km y es subparalelo a la cordillera Occidental. Los edificios volcánicos se caracterizan por ser grandes con diámetros de 10 a 20 km y alturas de hasta 5900 metros, son estratovolcanes bastantes uniformes, con magma tipo andesita. Por otra parte los volcanes Cayambe, Soche y Cotopaxi se han registrado erupciones comúnmente dacitas y riolitas. La cordillera Real presenta dos grandes sistemas magmáticos: las calderas de Chacana y de Chalupas que durante el Pleistoceno tardío se caracterizó por erupciones riolíticas.
La formación y destrucción de los edificios volcánicos en la cordillera Real han transcurrido durante el Pleistoceno tardío, los conos más jóvenes formados en el Holoceno son del Cotopaxi, Tungurahua, Cayambe, Sangay y talves el Antisana. Los volcanes de la cordillera Oriental por la presencia de glaciares además por su altura son potencialmente peligrosos en futuras erupciones.

### Fondos marinos
Acorde a la jurisdicción nacional los fondos marinos constituyen el suelo y subsuelo que se hallan en la plataforma continental según la Parte VI de la Convención de las Naciones Unidad sobre el Derecho del Mar de 1982. El margen continental es la prolongación que se halla sumergida del continente y se extiende hasta donde  la corteza continental confluye con la corteza oceánica.

Geológicamente el margen está conformado los márgenes pasivos (plataforma, el talúd y la emersión continental), estos márgenes están coligados con la formación de nueva corteza oceánica en las dorsales oceánicas, por otra parte los márgenes activos o convergentes (plataforma y talúd), el talud termina en la fosa profunda o márgenes del Océano Pacífico, estas contribuen a la destrucción por subducción de corteza oceánica en la fosa, donde convergen dos placas 

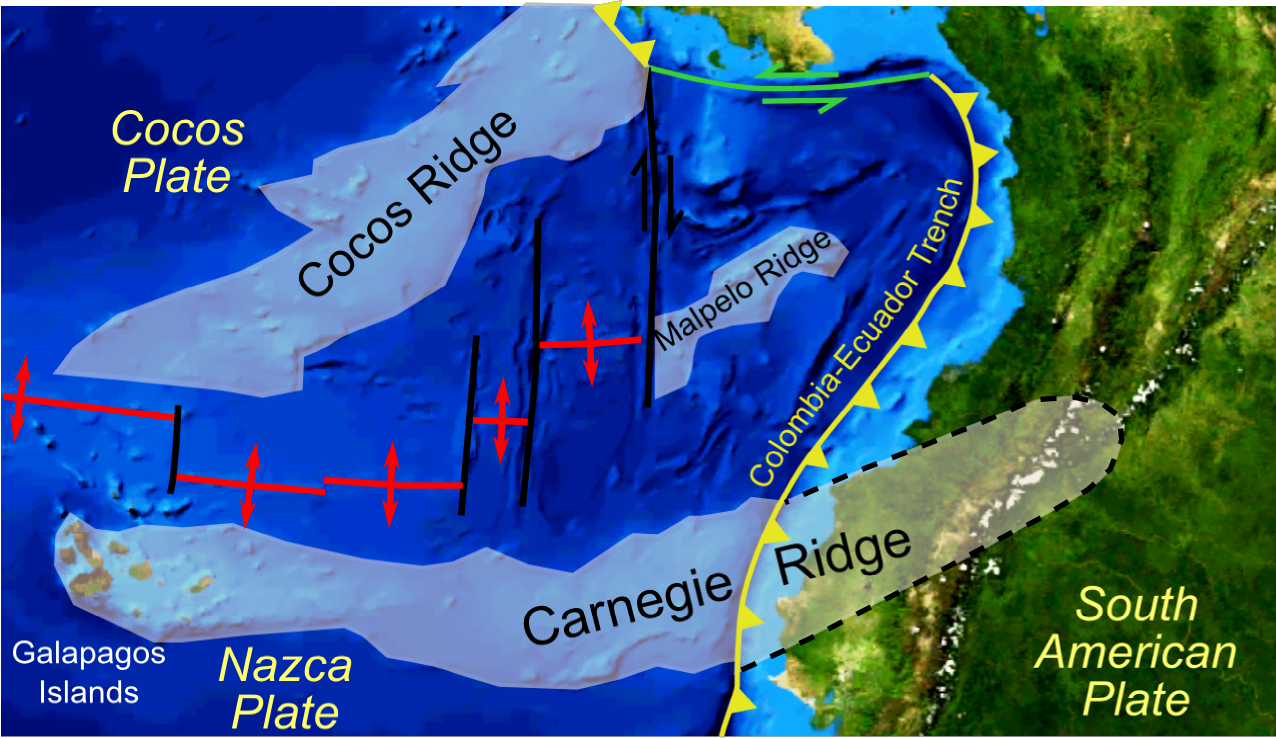
Borde de falla transformante el cual desplaza los segmentos de la Dorsal de Galápagos (rojo), se encuentra segmentada a manera de zig- zag.

Los márgenes transformantes forman los límites de dos placas el cual su movimiento es de forma paralela a la otra en dirección opuesta. Las dorsales oceánicas están segmentadas y se separan a lo largo de las fallas transformantes como es el caso de la dorsal de Galápagos desplegada a lo largo de la zona de fractura de Panamá.

### Plataforma continental
Pertenece a los márgenes continentales de subducción o activos, el cual se caracteriza por conformarse de un talud escarpado que termina en la fosa (a 30-50 millas de la orilla) y una plataforma continental estrecha, esta plataforma alcanza profundidades de más de 1500 metros a pocas millas de la costa, sobre la plataforma se han depositado sedimentos terrígenos producto de aluviones.
La plataforma submarina de Galápagos se encuentra constituida por la cordillera de Carneige y la cordillera de Cocos. Carneige se estiende hacia el Este hasta la fosa oceánica, dicha cordillera tiene una extensión de 1350 km de largo y 300 km de ancho, además de tener una altura de 3000 metros con respecto del piso oceánico circundante, por otra parte Cocos es una cordillera submarina que se extiende hacia el noreste hasta la fosa centroamericana, tiene una longitud de aproximadamente 1000 km y una anchura de 200 km, ambas cordillera se originaron en el punto caliente de Galápagos, es decir son parte de una misma anomalía de fusión en el hot spot variando su espezor de la corteza. El Ecuador puede extenderse más allá de los 200 metros a través de la plataforma de Galápagos, para ello se debe presentar información técnica a la Comisión de Límites de la Plataforma Continental (CLPC), conforme a las Directrices Técnicas y Científicas de la Comisión de Límites de la Plataforma Continental (UNDOC CLCS-11). Las elevaciones de Galápagos y la plataforma se originaron por la incidencia que tiene el punto caliente de Galápagos, las cuales originaron montañas submarinas que no forman parte del océano profundo.

### Edafología
| Aluviales                     | Pocos hidromórficos, son fértiles, los suelos ándicos de origen volcánico se encuentran sobre relieve ondulado de piedemonte oriental, son de interés agrícola. Los hidromórficos están sobre las llanuras aluviales y valles fluviales de la Amazonía. En zonas marinas y litorales los suelos son saturados de agua salina (manglares y salitrales).                                           |
| Sobre proyecciones volcánicas | Se depositan sobre ceniza y lapillis que se transforman según el clima, en arcilla o alófano, en la Sierra. Alrededor de los volcanes más recientes se sitúan suelos arenosos en zonas secas. Los suelos francos del callejón Interandino son ricos en materia orgánica. En zonas muy lluviosas se sitúan suelos alofánicos muy húmedos, de fertilidad relativamente baja para uso agropecuaria. |
| Sobre materiales antiguos     | El clima es determinante sobre los materiales debido a la presencia de arcilla de los tipos montmorillonita o caolinita. |
| Con montmorillonita           | - Vertisoles - Planosoles - Molisoles Suelo sin características vérticas de las zonas húmedas son ricos según el gradiente de precipitación. Suelos rejuvenecidos por erosión de poca profundidad se localizan sobre mesas de areniscas fuertemente disectadas, que son suelos agrietados por erosión hídrica.                                                                                   |
| Con caolinita                 | Compactos y muy pobres, en regiones menos húmedas son más ricos en nutrientes. |
| Minerales                     | Son afloramientos rocosos sobre lava de las erupciones recientes de las islas Galápagos, en cimas de los Andes o en áreas afectadas por la erosión de zonas áridas. |

### Hidrografía
Casi todos los ríos en el del Ecuador nacen en la región de la Sierra y descienden al este hacia el río Amazonas o el oeste hacia el Océano Pacífico. El aumento de los ríos por el deshielo en los bordes de los picos nevados o de las abundantes precipitaciones que caen en las elevaciones más altas. En la región Sierra, los arroyos y ríos son estrechos y el flujo rápidamente en laderas escarpadas. Los ríos pueden lenta y ampliar a medida que cruzan las hoyas llegadas a ser rápido una vez más a medida que fluyen desde las alturas de los Andes hasta las elevaciones más bajas de las otras regiones.

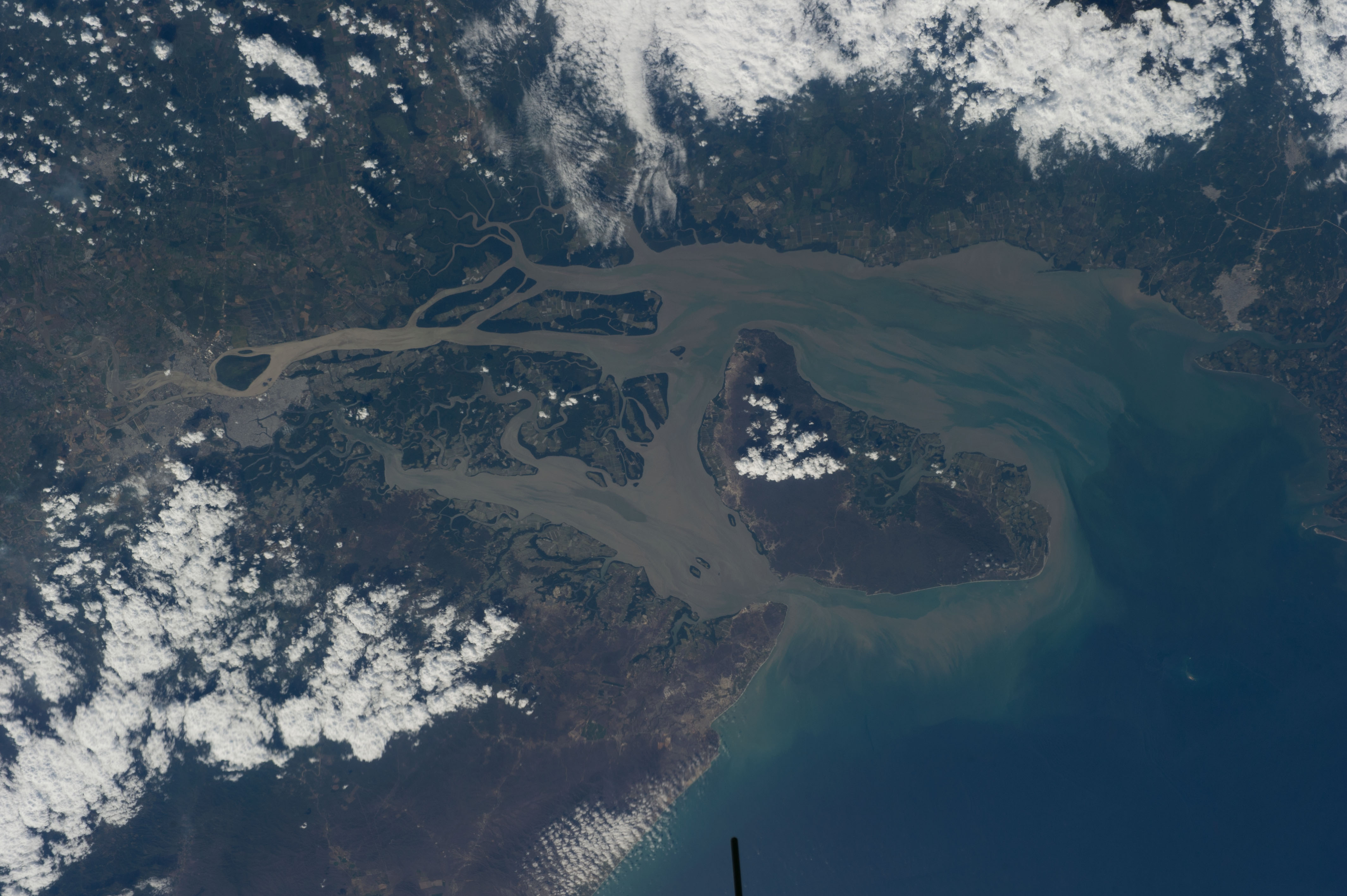
Vista satelital del golfo de Guayaquil.

En la región de la Costa, la Costa Externa tiene en su mayoría ríos intermitentes que son alimentados por las constantes lluvias de diciembre a mayo y se convierten en cauces vacíos durante la estación seca. Las pocas excepciones son los más largos, ríos perennes que fluyen a lo largo de la Costa del Externa Interna Costa y la Sierra en su camino hacia el Océano Pacífico. La Costa Interna, por el contrario, es atravesado por los ríos perennes que pueden inundarse durante la temporada de lluvias, a veces formando pantanos.
El sistema del ría Guayas, que fluye hacia el sur hasta el Golfo de Guayaquil, constituye el más importante de los sistemas de drenaje en el interior de Costa. La Cuenca del Guayas, incluida la tierra drenada por sus afluentes, es de 40 000 kilómetros cuadrados de superficie. El Guayas, de sesenta kilómetros de largo nace, al norte de Guayaquil en la confluencia de los ríos Babahoyo y Daule. En pocas palabras constreñido a Guayaquil por las colinas, el Guayas se amplía al sur de la ciudad y fluye a través de una red de pequeñas islas del delta y los canales. En su desembocadura, el río forma un amplio estuario con dos canales en torno a Isla Puná, la más profunda de lo que se utiliza para la navegación.
El segundo gran sistema fluvial Costa del Esmeraldas, se levanta en la Hoya de Guayllabamba en la Sierra como el río Guayllabamba y fluye hacia el oeste para desembocar en el Océano Pacífico al este de la ciudad de Esmeraldas. El río Esmeraldas es de 320 kilómetros de largo y tiene una cuenca de drenaje de 20 000 kilómetros cuadrados.
Los principales ríos en el Oriente incluyen el Pastaza, Napo y Putumayo. El Pastaza está formado por la confluencia de los ríos Chambo y Patate, ambos nacen en la Sierra. El Pastaza incluye la cascada de Agoyán, que a los sesenta y un metros es la cascada más alta de Ecuador. El Napo se levanta cerca del monte Cotopaxi y es el río principal utilizado para el transporte en las tierras bajas orientales. El Napo rangos de ancho de 500 a 1800 metros. En su curso superior, el Napo fluye rápidamente hasta la confluencia con uno de sus principales afluentes, el río Coca, donde se hace más lento y se nivela. El Putumayo forma parte de la frontera con Colombia. Todos estos ríos desembocan en el río Amazonas.
Las Islas Galápagos no tienen ríos importantes. Varias de las islas más grandes tienen, sin embargo, fuentes de agua dulce.
| Vertientes                                                                    | Demarcaciones Hidrográficas | Ríos principales   | Longitud (km) |
| ----------------------------------------------------------------------------- | --------------------------- | ------------------ | ------------- |
| Océano Pacífico                                                               | Mira                        | Río Mira           | 198.5         |
| Océano Pacífico                                                               | Mira                        | Río Carchi         | 43.6          |
| Océano Pacífico                                                               | Mira                        | Río Chana          | 17.5          |
| Océano Pacífico                                                               | Esmeraldas                  | Río Esmeraldas     | 235.8         |
| Océano Pacífico                                                               | Esmeraldas                  | Río Cayapas        | 150.5         |
| Océano Pacífico                                                               | Esmeraldas                  | Río Verde          | 96.9          |
| Océano Pacífico                                                               | Esmeraldas                  | Río Muisne         | 55.4          |
| Océano Pacífico                                                               | Manabí                      | Río Chone          | 63.2          |
| Océano Pacífico                                                               | Manabí                      | Río Portoviejo     | 106           |
| Océano Pacífico                                                               | Manabí                      | Río Jama           | 93.9          |
| Océano Pacífico                                                               | Manabí                      | Río Coaque         | 81.3          |
| Océano Pacífico                                                               | Guayas                      | Río Guayas         | 168.4         |
| Océano Pacífico                                                               | Guayas                      | Canal del Morro    | 71.1          |
| Océano Pacífico                                                               | Guayas                      | Río Zapotal        | 62.8          |
| Océano Pacífico                                                               | Guayas                      | Río Javita         | 21.6          |
| Océano Pacífico                                                               | Jubones                     | Río Jubones        | 84.2          |
| Océano Pacífico                                                               | Jubones                     | Río Santa Rosa     | 55.4          |
| Océano Pacífico                                                               | Jubones                     | Río Balao Grande   | 63.8          |
| Océano Pacífico                                                               | Jubones                     | Río Naranjal       | 35            |
| Océano Pacífico                                                               | Puyango Catamayo            | Río Chira          | 53.7          |
| Océano Pacífico                                                               | Puyango Catamayo            | Río Puyango        | 115.7         |
| Océano Pacífico                                                               | Puyango Catamayo            | Quebrada Cazaderos | 79.3          |
| Vertiente del Amazonas                                                        | Napo                        | Río Napo           | 422.8         |
| Vertiente del Amazonas                                                        | Napo                        | Río Curaray        | 514.3         |
| Vertiente del Amazonas                                                        | Napo                        | Río Putumayo       | 199           |
| Vertiente del Amazonas                                                        | Pastaza                     | Río Pastaza        | 321.8         |
| Vertiente del Amazonas                                                        | Pastaza                     | Río Conambo        | 216.6         |
| Vertiente del Amazonas                                                        | Pastaza                     | Río Huasaga        | 186.5         |
| Vertiente del Amazonas                                                        | Pastaza                     | Río Corrientes     | 193.4         |
| Vertiente del Amazonas                                                        | Santiago                    | Río Santiago       | 305.7         |
| Vertiente del Amazonas                                                        | Santiago                    | Río Morona         | 236.2         |
| Vertiente del Amazonas                                                        | Santiago                    | Río Chinchipe      | 43.4          |
| Fuente: Tabla extraída de Cuencas Hidrográficas de Vásconez, Michelle (2019). |                             |                    |               |

### Clima
Debido a la presencia de la cordillera de los Andes y según la influencia del mar, el Ecuador continental se halla climatológicamente fragmentado en diversos sectores.
Además, a causa de su ubicación ecuatorial, cada zona climática presenta sólo dos estaciones definidas: la húmeda y la seca, llamadas erróneamente «invierno» y «verano» respectivamente, al igual que ocurre en otras regiones del globo donde por sus emplazamientos próximos a la línea ecuatorial, no ocurren verdaderos inviernos y veranos.
Tanto en la Costa como en el Oriente, la temperatura oscila entre los 20 °C y 33 °C, mientras que en la sierra, esta suele estar entre los 3 °C y 26 °C. La estación húmeda se extiende entre diciembre y mayo en la costa, entre noviembre a abril en la sierra y de enero a septiembre en la Amazonía.Galápagos tiene un clima más bien templado y su temperatura oscila entre 22 y 32 °C, aproximadamente.
Estas estaciones húmedas y secas causan en cada región del país diferentes estaciones climáticas. Son muy variables las temperaturas.
Así, de enero a marzo es principalmente estación seca en la sierra, mientras que en la costa y amazonía es temporada húmeda, con la mayoría de días nublados.Del modo contrario, de julio a septiembre en la sierra es temporada húmeda, mientras que en la costa, seca.

## Geografía política
Según el Instituto Nacional de Estadística y Censos (INEC) el país cuenta con 24 provincias, 221 cantones, 405 parroquias urbanas y 778 parroquias rurales en el plano de la División Político- Administrativa de la República del Ecuador.

### Biomas del Ecuador

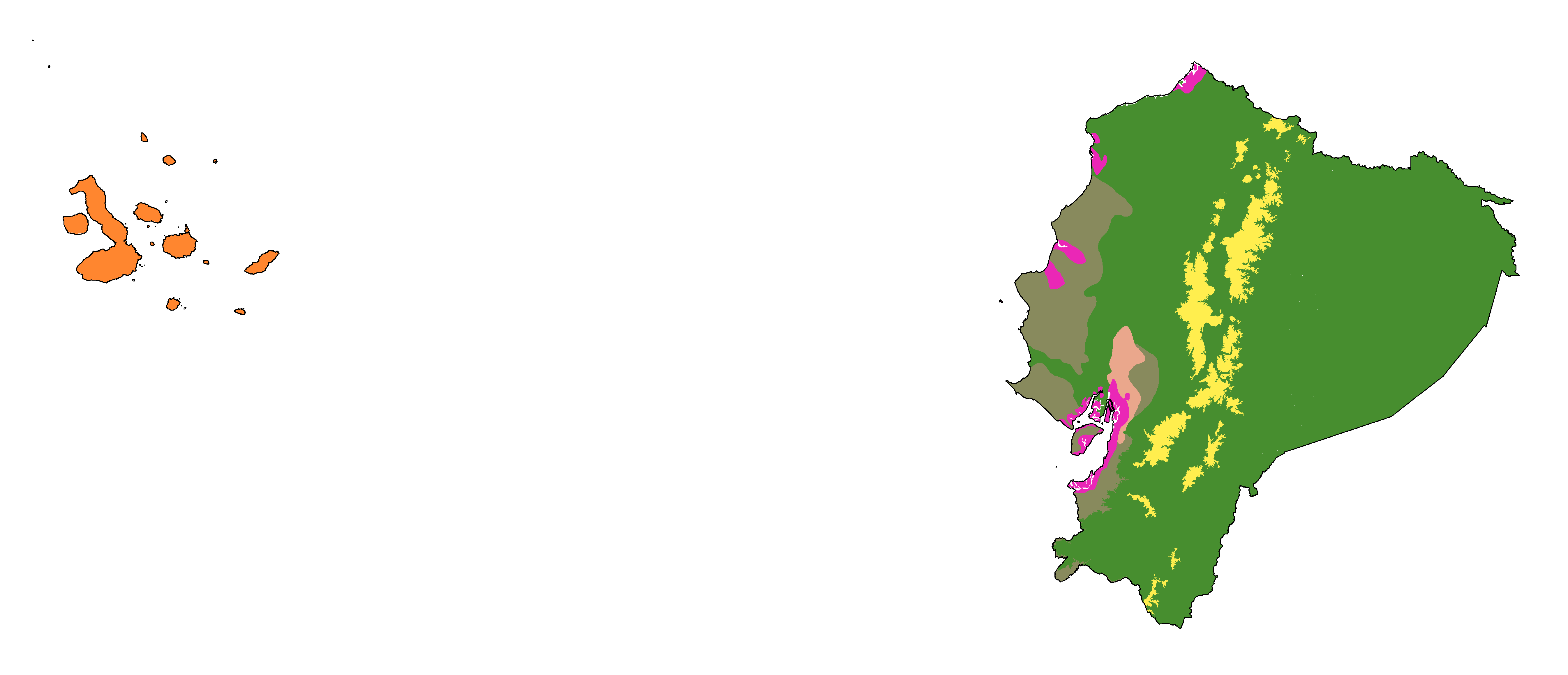
Biomas Tropicales
Bosque húmedo tropical
Bosque seco
Sabanas y praderas inundadasBiomas Secos
Matorral xerófilo
Biomas Montanos
Praderas y matorrales de montaña
Biomas Acuáticos
Manglar

## Amenazas naturales
El espacio geográfico ecuatoriano ha sido escenario de varios eventos naturales, que en algunos casos han sido catastróficos. Por su magnitud han sobrepasado la respuesta de la sociedad por ausencia de predisposiciones y medios adecuados para sobreponérselos.
Son clasificados según su origen:
Fenómenos morfoclimáticos
Se relaciona con la morfología del terreno y el clima, principalmente con la cantidad de lluvias, temperatura, inclinación del terreno y capacidad portante del suelo. En Ecuador estos fenómenos se han vuelto frecuentes debido al cambio climático y efectos antrópogénicos, ejemplo de ello se envidencias las severas inundaciones por el fenómeno del El Niño (1982, 1983, 1992, 1993, 1997, 1998, 2007, 2008), que han afectado gran parte de la cuenca baja del río Guayas o el deslizamiento del flanco sur del cerro Tahual que taponó el drenaje de los ríos Cuenca y Jadán,dademás de un sinnúmeros de deslizamientos pequeños.
Fenómenos geológicos- endógenos
Se relacionan con la actividad tectónica, producen erupciones volcánicas, tsunamis y terremotos. Como eventos se pueden mencionar los sismos en Pelileo (1949), Esmeraldas (1976), Pujili (1996), entre otros, así como erupciones de los volcanes Tungurahua, Guagua Pichincha, Reventador, recientemente del Sangay (2021).

## Áreas protegidas de Ecuador
Según la IUCN, en Ecuador, en 2024, hay 102 áreas protegidas que cubren 60.536 km2, el 23,45 % del territorio, y 207.946 km2 de áreas marinas, el 19,26 % de las  aguas territoriales del país. Del total de zonas protegidas 5 son reservas biológicas, 3 son áreas protegidas comunitarias, 5 son áreas protegidas autónomas descentralizadas, 2 son áreas ecológicas de conservación, 7 son reservas ecológicas, 4 son reservas de producción de fauna, 1 es una reserva geobotánica, 8 sin reservas marinas, 14 son parques nacionales, 6 son áreas de recrecación nacionales, 8 son áreas protegidas privadas y 15 son refugios de vida salvaje. Además, hay 19 sitios Ramsar, 1 reserva de la biosfera de la Unesco, 2 sitios patrimonio de la humanidad, y en otra designación, el bosque vivo de Sarayaku.